# Samuel Colt

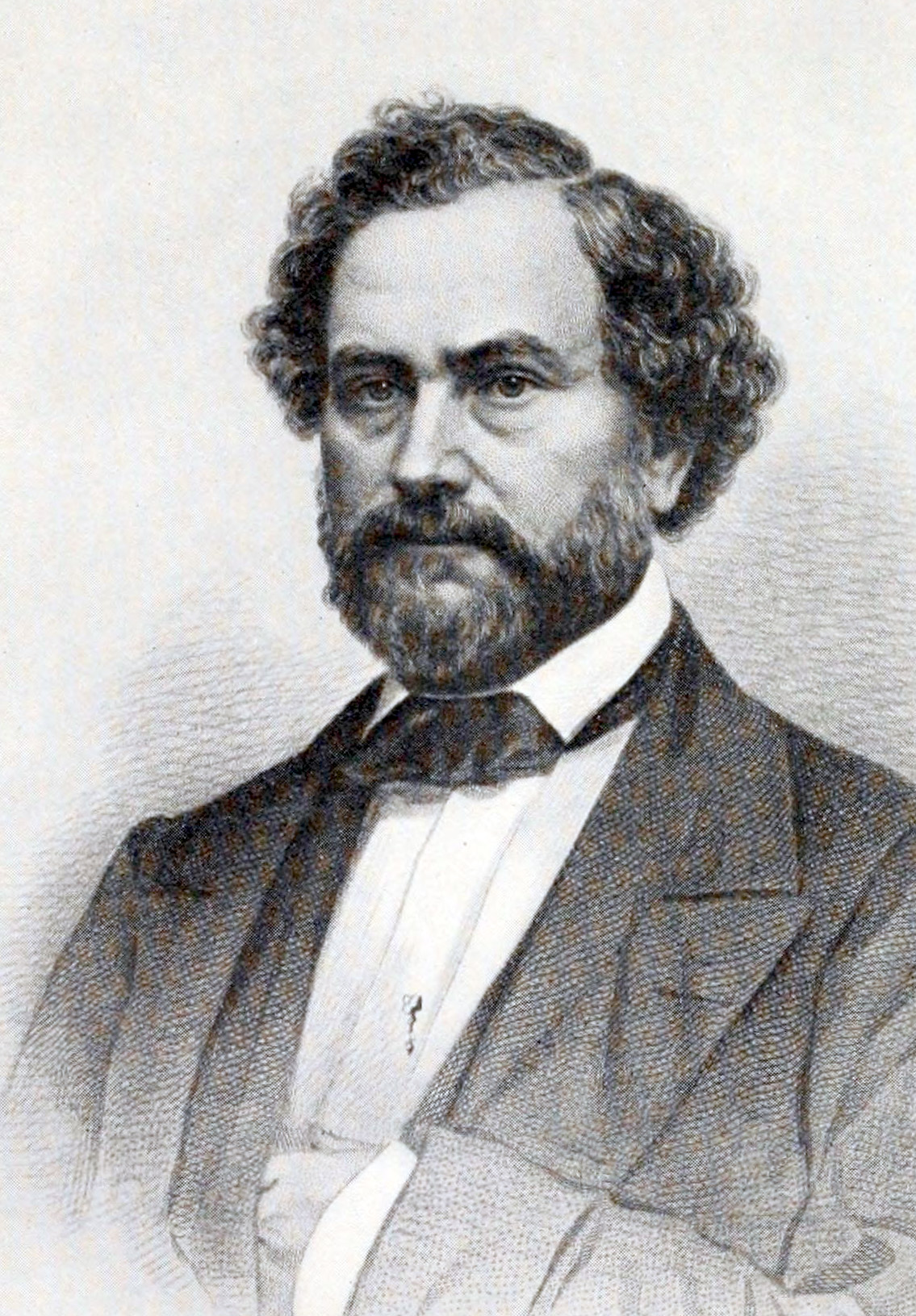
Samuel Colt

Samuel Colt (Hartford, 19 juli 1814 – aldaar, 10 januari 1862) was een Amerikaans uitvinder en zakenman. Hij was de oprichter van Colt's Patent Firearms Manufacturing Company, tegenwoordig bekend als Colt's Manufacturing Company, en is wereldwijd bekend als de man die de revolver populair maakte.

## Biografie

### Jonge jaren
Colt werd geboren in Hartford als zoon van Christopher Colt en Sarah Colt. Zijn vader was een voormalige boer die met zijn familie naar Hartford was verhuisd om zakenman te worden. Colts moeder stierf toen hij 7 jaar oud was. Binnen twee jaar na haar dood, hertrouwde Christopher Colt met Olive Sargeant. Samuel Colt had nog vier broers en drie zussen.
Op zijn elfde werd Colt naar een boerderij in Glastonbury gestuurd om te werken en te studeren aan een nabijgelegen school. Hier maakte hij kennis met de wetenschappelijke encyclopedie Compendium of Knowledge, waarin hij onder andere las over Robert Fulton en buskruit. Deze informatie zou de rest van zijn leven een belangrijke rol voor hem spelen. In 1829 ging Colt werken op zijn vaders textielplantage in Ware. Hier maakte hij met behulp van kennis die hij had opgedaan uit de encyclopedie een eigen galvanisch element.

### Ontwikkeling van de revolver
In 1832 stuurde Colts vader hem naar zee om de zeehandel in de praktijk te leren. Ook hier deed Colt ideeën op voor zijn latere uitvinding. Op zijn eerste zeereis maakte Colt reeds een houten model van een revolver.
In 1832 keerde Colt terug naar de Verenigde Staten. Aanvankelijk ging hij weer voor zijn vader werken, maar later besloot hij door de Verenigde Staten te gaan reizen en de kost te verdienen door demonstraties te geven met lachgas in een mobiel laboratorium. Datzelfde jaar verbeterde hij zijn idee voor de revolver, en in 1835 vroeg hij er in het Verenigd Koninkrijk patent voor aan (patent nummer 6909). Vervolgens reisde hij naar Frankrijk om zijn uitvinding te promoten. Bij zijn terugkeer in de Verenigde Staten vroeg hij nog een patent aan voor een ander model revolver (patent 9430X).
Colt stelde zelf dat hij de revolver niet echt had uitgevonden, maar meer een model vuurwapen te hebben verbeterd dat was uitgevonden door Elisha Collier. Colt wilde dat de onderdelen van zijn revolver onderling uitwisselbaar waren en met een machine konden worden gefabriceerd om de kosten te drukken.

### Eigen bedrijf
In april 1836 begon hij zijn bedrijf gespecialiseerd in de productie van revolvers in Patterson, New Jersey.
De fabriek kwam maar moeizaam van de grond daar Colt bijna geen investeerders kon vinden. Hij probeerde daarom zelf het geld bijeen te krijgen. Hij demonstreerde zijn revolver onder andere aan president Andrew Jackson, die Colt zijn goedkeuring gaf. Desondanks wilde nog bijna niemand het nieuwe wapen kopen. De paniek van 1837 dreigde Colts fabriek zelfs failliet te laten gaan, maar een oorlog met de Seminolen keerde het tij; Colt kreeg zijn eerste opdrachten. Dit succes duurde niet lang en Colt moest zijn fabriek sluiten.
In 1847 keerden Colts kansen opnieuw toen kapitein Samuel H. Walker voor de Texas Rangers 1000 revolvers bestelden voor in de Mexicaans-Amerikaanse Oorlog. Door deze bestelling kon Colt zijn bedrijf nieuw leven inblazen. Vanaf dat moment werd de revolver steeds populairder. De Californische goldrush en snelle kolonisatie van het westen van de Verenigde Staten deed de omzet van Colts fabriek explosief stijgen.

### Latere jaren
Colt kocht een stuk land aan de rivier Connecticut, en bouwde hier een grotere fabriek genaamd de Colt Armory. Hij regelde voor zijn personeel een 10-urige werkdag en een uur lunchpauze tussendoor. Ook bouwde hij voor hen een club vlak bij de fabriek. Op 5 juni 1856 trouwde Colt met Elizabeth Jarvis.
Bij het uitbreken van de Amerikaanse burgeroorlog werd Colt door de staat Connecticut benoemd tot kolonel. De eenheid die hij kreeg toegewezen hoefde echter nooit ten strijde te trekken. Op 20 juni 1861 werd Colt ontslagen uit het leger.
Colt overleed op 47-jarige leeftijd in zijn geboorteplaats. Hij ligt begraven op het Cedar Hill kerkhof.

## Trivia
- In de televisieserie Supernatural is Sam Colt de uitvinder van een revolver die "alles kan doden".